# Đơn vị thông tin
Đơn vị nhỏ nhất để biểu diễn thông tin gọi là bit, chữ viết tắt của binary digit (chữ số nhị phân). Một bit tương ứng với một sự kiện có một trong 2 trạng thái.
Ví dụ: Một mạch đèn có 2 trạng thái là
- Tắt (off) khi mạch điện qua công tắc là hở (số 0)
- Mở (on) khi mạch điện qua công tắc là đóng (số 1)

Số học nhị phân sử dụng hai ký số 0 và 1 để biểu diễn các số. Vì khả năng sử dụng hai số 0 và 1 là như nhau nên một chỉ thị gồm một chữ số nhị phân có thể xem như là đơn vị chứa thông tin nhỏ nhất.

## Đơn vị đo thông tin
Trong tin học, người ta thường sử dụng các đơn vị thông tin là các bội của bit như sau: